# Giuseppe Garibaldi (Schiff, 1860)
Die hölzerne Dampffregatte Giuseppe Garibaldi wurde 1858 in Castellammare di Stabia bei Neapel auf Kiel gelegt und nach der Fertigstellung zunächst unter dem Namen Borbona bei der Marine des Königreiches Neapel in Dienst gestellt. Ihre Schwesterschiffe waren die Gaeta und die Farnese (später in Italia umbenannt). Am 6. September 1860 wechselte sie die Seite, unterstellte sich der Marine Piemont-Sardiniens und erhielt den neuen Namen. Sie nahm an den Kämpfen am Golf von Neapel und um Gaeta teil und bombardierte Befestigungen der Bourbonen. 1861 wurde sie von der neugegründeten italienischen Königlichen Marine übernommen, die das Schiff bis 1862 im Italienischen Einigungskrieg, 1864 in Tunis zum Schutz der italienischen Gemeinde und 1866 bei der Seeschlacht von Lissa einsetzte. 1872 bis 1874 führte die Giuseppe Garibaldi eine Weltumsegelung durch; eine zweite folgte 1879 bis 1882. Im Jahr 1877 wurde sie als Korvette klassifiziert. 1882 gelang ihr mit 135 italienischen und österreichischen Flüchtlingen aus Ägypten an Bord den Sueskanal trotz britischer Blockade zu durchqueren. Ab 1883 wurde das Schiff in Eritrea als Truppentransporter und Lazarettschiff eingesetzt und 1893 endgültig in ein Lazarettschiff mit dem Namen Saati für die eritreische Kolonialverwaltung umgebaut. 1899 wurde sie abgebrochen.

## Technische Merkmale
Das aus kalabrischer Eiche erbaute Schiff war 68,2 Meter lang und verdrängte 3.780 Tonnen. Neben einer englischen Dampfmaschine mit Horizontalzylinder, die 1041 PS leistete, hatte die Fregatte eine Segelfläche von 2725 Quadratmetern. Sie erreichte eine Geschwindigkeit von 10 bis 11 Knoten. Bewaffnet war das Schiff mit acht 160-Pfündern, zwölf 72-Pfündern (21,0-cm-Kanonen), 26 68-Pfündern (20,3 cm) in Stückpforten und an Deck sowie vier Bootskanonen (andere Quellen verzeichnen eine abweichende Bestückung). Diese Bewaffnung wurde 1866 reduziert; teils wurden neue Geschütze eingebaut. Die Besatzung zählte 658 Mann.